# Konfederacja Kanady
     Ontario
     Quebec
     Nowy Brunszwik
     Nowa Szkocja

Konfederacja Kanady w 1867:
Ontario
Quebec
Nowy Brunszwik
Nowa Szkocja

Konfederacja Kanady (ang. Confederation of Canada, fr. Confédération canadienne) – polityczny i prawny proces tworzenia Kanady.
Rozpoczął się on od unii czterech kolonii brytyjskich w Ameryce Północnej, odtąd zwanych Dominium Kanady lub Kanadą. Jej finalizacją była Ustawa o Brytyjskiej Ameryce Północnej uchwalona przez Parlament Brytyjski i podpisana przez królową Wiktorię. Ustawa weszła w życie 1 lipca 1867. Rocznica tej daty obchodzona jest jako święto narodowe: Dzień Kanady.
Spośród siedmiu kolonii brytyjskich w Północnej Ameryce do konfederacji przystąpiły cztery: Ontario, Quebec, Nowy Brunszwik i Nowa Szkocja. Pozostałe trzy  Nowa Fundlandia, Wyspa Księcia Edwarda i Kolumbia Brytyjska pozostały poza konfederacją. Prowincje Ontario i Quebec obejmowały mniejsze obszary niż współcześnie. Ich dzisiejsze północne rubieże, jak i cały olbrzymi obszar pomiędzy Wielkimi Jeziorami i Zatoką Hudsona a Górami Skalistymi i Alaską oraz Labrador pozostawał pod prywatnym zarządem Kompanii Zatoki Hudsona.
Mimo używania tego terminu, Kanada nie jest konfederacją, lecz federacją. Element „konfederacja” nie występuje ani nie występował w oficjalnej nazwie kraju (Dominium Kanady lub Kanada).
Z czasem do konfederacji przystąpiły pozostałe kolonie, tworząc kolejne prowincje. Tereny pod kontrolą prywatną zostały przejęte przez rząd kanadyjski i włączone do konfederacji jako Terytoria Północno-Zachodnie. Z czasem zostały wykrojone z nich kolejne prowincje i terytoria.
Konfederacja Kanady została wynegocjowana między przedstawicielami kolonii w czasie konferencji w Charlottetown na Wyspie Księcia Edwarda i konferencji w Quebecu w 1864 oraz rządu angielskiego i kanadyjskimi politykami w czasie konferencji londyńskiej. Uczestnicy tych konferencji obdarzeni zostali mianem Ojców Konfederacji.

## Lista Ojców Konfederacji
- Adams George Archibald
- George Brown
- Alexander Campbell
- Georges-Étienne Cartier
- Edward Barron Chandler
- Jean-Charles Chapais
- James Cockburn
- George Coles
- Robert B. Dickey
- Alexander Tilloch Galt
- John Hamilton Gray
- John Hamilton Gray
- William Alexander Henry
- John Mercer Johnson
- Hector-Louis Langevin
- Andrew Archibald Macdonald
- John A. MacDonald
- Jonathan McCully
- William McDougall
- Thomas D’Arcy McGee
- Peter Mitchell
- Oliver Mowat
- Edward Palmer
- William Henry Pope
- John William Ritchie
- Ambrose Shea
- William H. Steeves
- Étienne-Paschal Taché
- Samuel Leonard Tilley
- Charles Tupper
- Edward Whelan

## Lista prowincji i terytoriów
Nazwy terytoriów podano kursywą.
| LP | Data | Nazwa                        |
| -- | ---- | ---------------------------- |
| 1  | 1867 | Ontario                      |
| 1  | 1867 | Quebec                       |
| 1  | 1867 | Nowy Brunszwik               |
| 1  | 1867 | Nowa Szkocja                 |
| 5  | 1870 | Terytoria Północno-Zachodnie |
| 5  | 1870 | Manitoba                     |
| 7  | 1871 | Kolumbia Brytyjska           |
| 8  | 1873 | Wyspa Księcia Edwarda        |
| 9  | 1898 | Jukon                        |
| 10 | 1905 | Alberta                      |
| 10 | 1905 | Saskatchewan                 |
| 12 | 1949 | Nowa Fundlandia i Labrador   |
| 13 | 1999 | Nunavut                      |